# Seleção Italiana de Basquetebol
A Seleção Italiana de Basquetebol representa a Itália em competições de basquetebol, uma das fortes equipes da FIBA Europa.

## Medalhas
- Jogos Olímpicos
  -  Prata (2): 1980 e 2004

- EuroBasket
  -  Ouro (2): 1983 e 1999
  -  Prata (4): 1937, 1946, 1991 e 1997
  -  Bronze (4): 1971, 1975, 1985 e 2003

- Jogos do Mediterrâneo
  -  Ouro (4): 1963, 1991, 1993 e 2005
  -  Prata (4): 1955, 1967, 1983 e 1997
  -  Bronze (3): 1951, 1975 e 2001